# Велдхёйс, Марлен
Магдалена Йоханна Мария (Марлен) Велдхёйс (нидерл. Magdalena Johanna Maria "Marleen" Veldhuis; род. 29 июня 1979, Борне, Нидерланды) — голландская пловчиха, чемпионка Олимпийских игр 2008 года в Пекине в эстафете 4×100 м вольным стилем, 8-кратная чемпионка мира, 20-кратная чемпионка Европы, многократная рекордсменка мира и Европы.

## Биография
Велдхёйс родилась 29 июня 1979 года в Борне, Нидерланды. В начале своей карьеры Марлен занималась и плаванием, и водным поло, однако затем решила полностью сосредоточиться на плавании. На международной арене Велдхёйс дебютировала в относительно позднем возрасте (23 года) на Чемпионате Европы 2002 года в Берлине, где завоевала бронзовую медаль в эстафете 4×100 м вольным стилем в составе команды с Манон ван Ройен, Шанталь Грот и Вильмой ван Хофвеген. В конце года она приняла участие в Чемпионате Европы по плаванию на короткой воде в Риеке, где завоевала бронзовые медали в эстафетах на дистанции 4×50 м вольным стилем и 4×50 м комплексным плаванием.

### Прорыв
Летом 2003 года на чемпионате мира по водным видам спорта в Барселоне Велдхёйс заняла 7-е место на дистанции 50 м вольным стилем и 8-е место на дистанции 100 м вольным стилем. Она также вышла в финал на всех эстафетах, однако не завоевала ни одной медали.
В декабре Велдхёйс приняла участие в чемпионате Европы по плаванию на короткой воде в Дублине, где выиграла свои первые международные титулы на дистанции 50 м вольным стилем и в эстафете на дистанции 4×50 м вольным стилем. В Дублине она также выиграла серебро на дистанции 100 м вольным стилем и бронзу в эстафете на дистанции 4×50 м комплексным плаванием.

### 2004
В мае Велдхёйс приняла участие в чемпионате Европы по водным видам спорта в Мадриде. Там она завоевала две серебряные медали на дистанции 100 м вольным стилем и в эстафете на дистанции 4×100 м вольным стилем вместе с Шанталь Грот, Аннабель Костен и Инге Деккер, а также бронзовую медаль в эстафете на дистанции 4×100 м комплексным плаванием вместе со Стефани Лёйкен, Маделон Банс и Шанталь Грот.

### Олимпийские игры 2004 года
Велдхёйс дебютировала на олимпийских играх в 2004 году в возрасте 25 лет и выиграла бронзовую медаль на дистанции 4×100 м вольным стилем вместе с Инге де Брюин, Инге Деккер и Шанталь Грот. В личном первенстве она заняла 9 место на дистанции 50 м вольным стилем и 11 место на дистанции 100 м вольным стилем. Марлен плыла на последнем этапе в эстафете 4×100 м комплексным плаванием после де Брюин, однако команда в этом заплыве заняла лишь 6 место.

### 2005
На чемпионате мира по водным видам спорта в Монреале Велдхёйс завоевала серебряную медаль на дистанции 50 м вольным стилем, которая стала единственной для Голландии на этом чемпионате. Чемпионат Европы по плаванию на короткой воде в Триесте стал для Велдхёйс очень успешным. Она защитила все свои титулы, завоёванные годом ранее, а также завоевала золотую медаль на дистанции 100 м вольным стилем.

### 2006
В апреле 2006 года на чемпионате мира по плаванию на короткой воде Велдхёйс вместе с Шанталь Грот, Хинкелин Шрёдер и Инге Деккер установила мировой рекорд и выиграла золотую медаль в эстафете на дистанции 4×100 м вольным стилем. В индивидуальном первенстве она заняла третье место на дистанции 50 м вольным стилем, а на дистанции 100 м вольным стилем — второе место.
Летом Велдхёйс приняла участие в чемпионате Европы по водным видам спорта в Будапеште, где заняла второе место на дистанции 100 м вольным стилем и третье место на дистанции 50 м вольным стилем. В эстафете на дистанции 4×100 м вольным стилем реле она завоевала серебряную медаль вместе с Шанталь Грот, Инге Деккер и новичком Раноми Кромовидьойо. После этих чемпионатов Велдхёйс рассталась со своим тренером Федором Хесом, и начала работать с Якко Верареном, который в то время также работал с трёхкратным олимпийским чемпионом Питером ван ден Хогенбандом.
В декабре на чемпионате Европы по плаванию на короткой воде в Хельсинки Велдхёйс одержала победы на дистанциях 50 м и 100 м вольным стилем, а в эстафете на дистанции 4×50 м вольным стилем завоевала серебряную медаль. Незадолго до этого чемпионата она улучшила национальный рекорд на дистанции 200 м вольным стилем.

### 2007
Весной 2007 года Велдхёйс приняла участие в чемпионате мира по водным видам спорта в Мельбурне. Там она завоевала серебряную медаль на дистанции 100 м вольным стилем и бронзовую медаль на дистанции 50 м вольным стилем. Вместе с Инге Деккер, Раноми Кромовидьойо и юным талантом Фемке Хемскерк она выиграла бронзовую медаль в эстафете на дистанции 4×100 м вольным стилем.
В ноябре на этапе Кубка мира в Берлине Велдхёйс установила новый мировой рекорд на дистанции 50 м вольным стилем — 23,58 с. Через месяц она приняла участие в Чемпионате Европы по плаванию на короткой воде в Дебрецене. Там она в пятый раз подряд выиграла на дистанции 50 м вольным стилем и заняла второе место на дистанции 100 м вольным стилем. Она также выиграла золото в эстафете на дистанции 4×50 м вольным стилем. Через несколько дней после турнира она была названа спортсменкой года Нидерландов.

### Весна 2008
В марте 2008 года на чемпионате Европы по водным видам спорта Велдхёйс одержала победы на дистанциях 50 м и 100 м вольным стилем. При этом на дистанции 50 м она побила мировой рекорд, установленный в 2004 году Инге де Брюин. Кроме того, Велдхёйс вместе с Инге Деккер, Раноми Кромовидьойо и Фемке Хемскерк завоевала золото в эстафете 4×100 м вольным стилем, установив новый мировой рекорд — 3:33.62. Велдхёйс также в команде с Хинкелин Шрёдер, Йолейн ван Валкенгуд и Инге Деккер завоевала бронзовую медаль в комбинированной эстафете на дистанции 4×100 м.
В апреле 2008 года на чемпионате мира по плаванию на короткой воде в Манчестере Велдхёйс завоевала четыре золотые медали. В индивидуальном первенстве она на дистанции 50 м вольным стилем Марлен побила свой собственный мировой рекорд, показав время 23,25 с, а на дистанции 100 м вольным стилем обошла хозяйку первенства Франческу Холсолл. Кроме того, она завоевала золото в эстафетах на дистанции 4×200 м вольным стилем вместе с Деккер, Хемскерк и Кромовидьойо и 4×100 м вольным стилем вместе с Шрёдер, Деккер и Хемскерк, установив в обоих случаях новые мировые рекорды.

### Олимпийские игры 2008 года
На летних Олимпийских играх 2008 года Велдхёйс выиграла золотую медаль в эстафете 4×100 м вольным стилем вместе с Инге Деккер, Раноми Кромовидьойо и Фемке Хемскерк. Квартет отстал всего на 0,14 секунд от своего мирового рекорда. В индивидуальном первенстве Марлен заняла шестое место на дистанции 100 м вольным стилем и пятое на дистанции 50 м вольным стилем.

### 2009

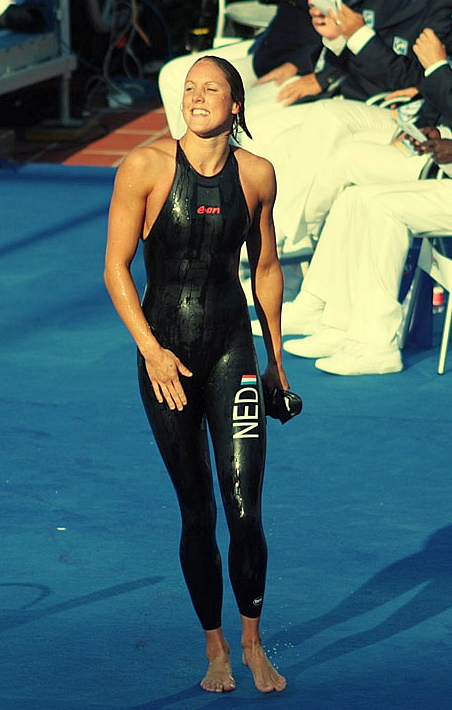
Марлен Велдхёйс на чемпионате мира 2009 года в Риме

На Кубке Амстердама 2009 года Велдхёйс в один день побила мировые рекорды на дистанциях 50 м баттерфляем и 50 м вольным стилем. На чемпионате мира в эстафете 4×100 м вольным стилем в Риме она завоевала золотую медаль вместе с Инге Деккер, Раноми Кромовидьойо и Фемке Хемскерк.

### 2011
В 2011 году Велдхёйс завоевала золотую медаль на чемпионате мира в эстафете 4×100 м вольным стилем вместе с Инге Деккер, Раноми Кромовидьойо и Фемке Хемскерк с результатом 3.33,96.

### 2012
На летних Олимпийских играх 2012 года Марлен Велдхёйс выиграла бронзовую медаль на дистанции 50 м вольным стилем (её первая олимпийская медаль в личном зачете) с результатом 24,39 с и серебряную медаль в эстафете 4×100 м вольным стилем.

### Личные рекорды
| Короткая вода        | Короткая вода | Короткая вода | Короткая вода                 |
| Дистанция            | Время         | Дата          | Место проведения соревнования |
| -------------------- | ------------- | ------------- | ----------------------------- |
| 50 м вольным стилем  | WR 23,25      | 2008-04-13    | Манчестер                     |
| 100 м вольным стилем | ER 51,74      | 2008-12-21    | Амстердам                     |
| 200 м вольным стилем | 1.55,56       | 2008-12-21    | Амстердам                     |
| 50 м баттерфляем     | 25,88         | 2007-10-13    | Ахен                          |
| 100 м баттерфляем    | 57,00         | 2008-12-20    | Амстердам                     |

| Длинная вода         | Длинная вода | Длинная вода | Длинная вода                  |
| Дистанция            | Время        | Дата         | Место проведения соревнования |
| -------------------- | ------------ | ------------ | ----------------------------- |
| 50 м вольным стилем  | WR 23,96     | 2009-04-19   | Амстердам                     |
| 100 м вольным стилем | NR 53,17     | 2009-04-18   | Амстердам                     |
| 200 м вольным стилем | 1.58,26      | 2006-12-01   | Эйндховен                     |
| 50 м баттерфляем     | 25,33        | 2009-04-19   | Амстердам                     |
| 100 м баттерфляем    | 56,69        | 2009-04-17   | Амстердам                     |